# Nubisk peruk

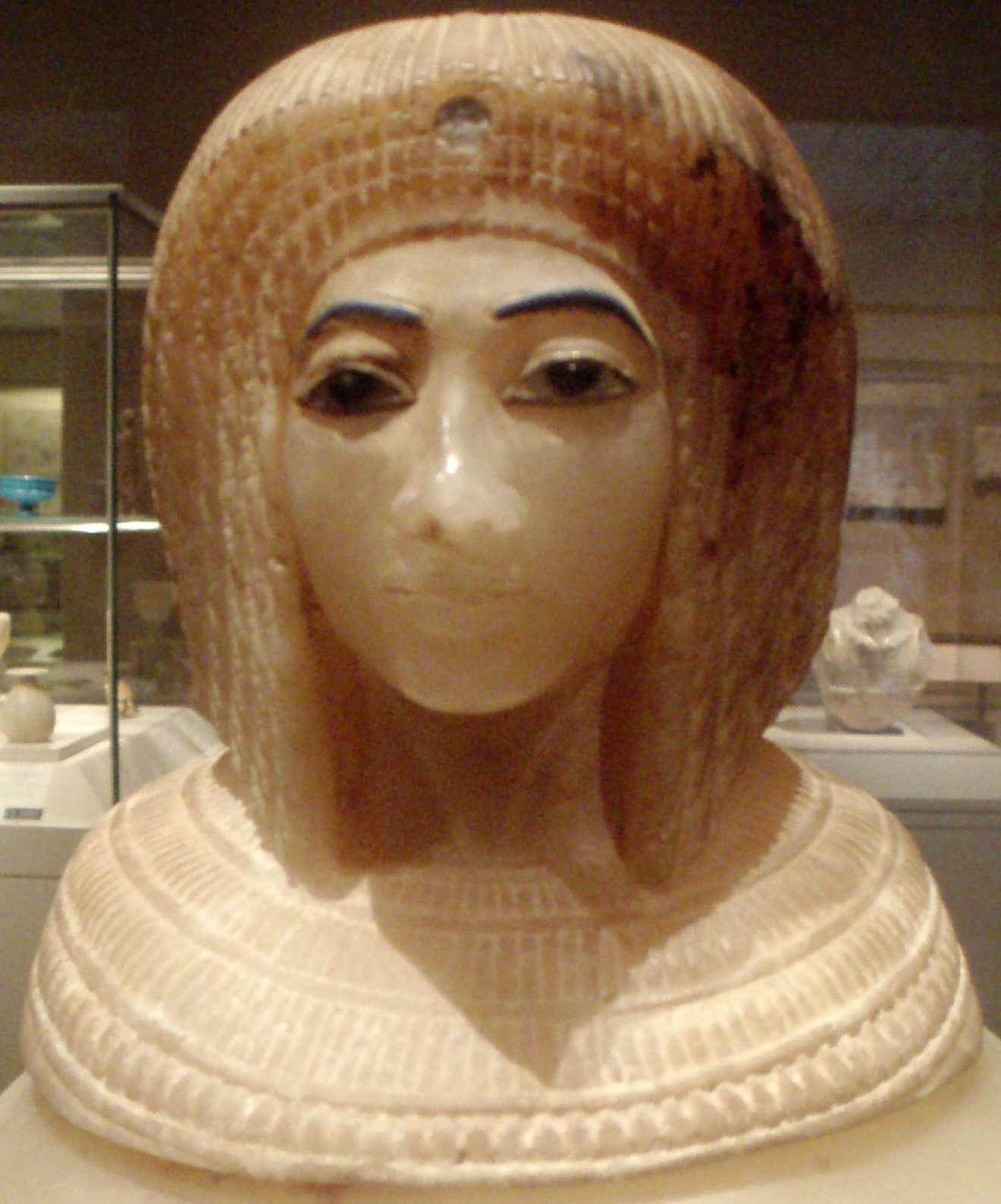
Kiya iförd en nubisk peruk

Nubianska peruker var en form av huvudbonad som bars av forntida egyptier. Denna tros försöka imitera de tjocka frisyrerna på de nubiska folket (i moderna Sudan) som vid upprepade tillfällen var en del av det Egyptiska konungariket. Peruken påminner om moderna "afro"-frisyrer. Den är dock oftast uppbyggd av serier av lager av lockade flätor.
Hårstilen var tidigare främst buren av nubiska legosoldater. Trots den tydliga militära och manliga kopplingen tog kungahuset Akhenatens kvinnor till sig stilen och gjorde den modern. Stilen var därför främst populär under den 18:e dynastin och mest betydande under farao Akhenatons styre. De nubiska perukerna är oftast associerade med drottning Kiya. De bars även av drottning Nefertiti och av faraos mor Tiye.

### Fotnoter
1. ↑  Cyril Aldred. Hair Styles and History publicerad i The Metropolitan Museum of Art Bulletin, New Series, Vol. 15, No. 6 (1957), ss 141-147
2. ↑  Eternal Egypt (26 februari 2005). ”Queen Nefertiti in Nubian Wig”. Arkiverad från originalet den 29 juli 2012. https://archive.is/20120729052533/http://www.eternalegypt.org/EternalEgyptWebsiteWeb/HomeServlet?ee_website_action_key=action.display.element&story_id=&module_id=&language_id=1&element_id=65994. Läst 9 juli 2007.
3. ↑  The Metropolitan Museum of Art (26 februari 2000). ”Canopics burklock [Egyptisk; Från KV55, Konungarnas dal, västra Thebes (30.8.54)"”]. http://www.metmuseum.org/toah/ho/03/afe/hod_30.8.54.htm. Läst 9 juli 2007.